# Lysionotus forrestii
Lysionotus forrestii är en tvåhjärtbladig växtart som beskrevs av William Wright Smith. Lysionotus forrestii ingår i släktet Lysionotus och familjen Gesneriaceae. Inga underarter finns listade i Catalogue of Life.